# کشورهای بالتیک
کشورهای بالتیک، سه کشورهای حوزۀ دریای بالتیک در شمال‌شرق اروپا به شمول لیتوانی، لتونی و استونی هستند.
کشورهای پساشوروی ۱۵ کشور مستقل بودند که در دسامبر ۱۹۹۱ از اتحاد جماهیر شوروی سوسیالیستی پس‌از فروپاشی، بیرون آمدند. همچنین روسیه که به عنوان کشور جایگزین اتحاد شوروی شناخته شد.
در ۱۱ مارس ۱۹۹۰، لیتوانی نخستین کشوری بود که اعلام استقلال کرد و در پی آن، استونی و لتونی در ماه اوت ۱۹۹۱. هر سه کشور بالتیک بازگشت و تداوم کشورهای اصلی را که پیش از پیوستنشان به اتحاد شوروی وجود داشتند، اعلام کردند.
در پی آن ۱۲ جمهوری باقی‌مانده نیز کناره‌گیری کردند.
۱۲ کشور از ۱۵ کشور (یعنی به استثنای کشورهای دریای بالتیک) در ابتدا کشورهای مستقل همسود یا CIS را تشکیل داده و بیشترشان به سازمان پیمان امنیت جمعی (CSTO) پیوستند، در حالی که کشورهای بالتیک روی عضویت در اتحادیۀ اروپا و ناتو متمرکز شدند
این سه کشور جز ۱۵ کشوری هستند که متعلق به شوروی سابق بوده که پس از فروپاشی شوروی مستقل شده و هر سه کشور عضو اتحادیۀ اروپا هستند.
استفاده از لفظ "کشورهای بالتیک" ("ملت‌ها", یا مشابه آن) (استونیایی: Balti riigid, Baltimaad; لتونیایی: Baltijas valstis; لیتوانیایی: Baltijos valstybės) در زمینۀ ناحیه‌های فرهنگی، هویت ملی، یا زبانی ابهام‌آفرین است. اکثریت جمعیت‌های لتونی و لیتوانی بالت هستند، در حالی که اکثریت در استونی از نظر زبانی و فرهنگی فینی هستند.